# In Vain
In Vain est un groupe de metal extrême progressif norvégien, originaire de Kristiansand. Formé en 2003, ils ont à leur actif trois albums et deux EPs, signés avec Indie Recordings.

## Biographie

### Débuts (2003–2005)
Le groupe In Vain est formé en 2003 à Kristiansand, par Johnar Haaland et Andreas Frigstad. Leur premier enregistrement, Will the Sun Ever Rise (été 2004), positivement accueilli par la critique, est un EP de trois titres mêlant agressivité et ambiances étudiées et complexes. 
Le succès rencontré reconduit très vite le groupe en studio pour un nouvel EP, Wounds, publié en décembre 2005. Cette démo se révèle bien plus mature musicalement que la précédente, versant dans un côté plus progressif, même dramatique, sans sacrifier la veine brutale du premier EP. Cet enregistrement fait naître la question sur la direction idéologique du groupe, certaines paroles laissant supposer une influence chrétienne. Le groupe s'explique par le fait que trois des cinq membres sont chrétiens, mais que cette idéologie ne s'applique pas à l'ensemble, et donc qu'In Vain n'est pas un groupe chrétien. À partir de ce point de leur carrière, ils étayent leur formation à l'aide de musiciens additionnels pour notamment les parties saxophone, violoncelle, et l'indispensable batterie. Wounds reçoit un accueil enthousiaste, propulsant In Vain dans les artistes de metal extrême les plus prometteurs. Peu après, ils signent avec le label norvégien Indie Recordings.

### The Latter Rain(2005–2007)
Leur album suivant, The Latter Rain, publié en 2007, est un véritable coup de tonnerre pour le milieu du metal extrême. Cet album reste dans leur style très varié, mais repousse les limites de l'inventivité et de la recherche encore plus loin. Une vingtaine de musiciens additionnels et plusieurs chanteurs invités (tels Jan K. Transeth et Kjetil Nordhus) donnent à cet album plus de profondeur et de complexité.

### MantraetÆnigma(depuis 2008)
Toujours à la recherche de nouvelles compositions, Johnar Haaland, le guitariste, doit très rapidement se remettre au travail. Il décrit la période qui suit comme plus difficile qu'il ne s'était attendu, et dit avoir été près d'abandonner, tant la composition et le passage en studio sont laborieux. Sa fierté n'en est que plus grande à la sortie de l'album Mantra, paru en 2009. Cet album marque la suite logique de l'album précédent, mêlant passages mélodiques, riffs d'une brutalité étudiée et répertoire vocal très large. Il comporte pourtant moins d'invités, pour permettre au groupe de se focaliser sur lui-même. La réussite est atteinte.
À la suite de Mantra, In Vain part en tournée et se produit dans de nombreux festivals, tels l'édition 2010 des Elements of Rock et le Blast of Eternity la même année. En mars 2013, Le groupe sort un nouvel album, Ænigma, musicalement dans la lignée des deux précédents.
Johnar Håland annonce en 2014 l'écriture d'un nouvel album, prévu pour 2015. Vers juillet 2015, l'album est toujours en écriture, après « un an de turbulences » selon Håland. En date de 2016, le groupe ne donne plus signe de vie.

## Style musical
Le groupe joue du black metal associé à des éléments de death doom et de metal progressif. Les chansons traitent de sujets tels que le Fleuve Mississippi ou la déportation des Nez-Percés de leur réserve canadienne. En plus des éléments de death doom, le premier album du groupe, The Rain Latter, reprend des éléments de metal épique. Il contient des instruments comme l'orgue, le saxophone ou des instruments à vent. Le metal progressif domine particulièrement sur l'album Mantra, et s'accompagne d'éléments de black et death metal. Ænigma est décrit comme un mélange de black metal et progressif dans la veine d'Enslaved.

## Membres

### Membres actuels
- Johnar Håland - guitare (depuis 2003)
- Andreas Frigstad - chant (depuis 2003)
- Sindre Nedland -  piano, chant hardcore, chœurs (depuis 2003)
- Stig Reinhardtsen - batterie (depuis 2005)
- Kristian Wikstøl - basse, chant (2006–2013 ; en pause)
- Kjetil Pedersen - guitare (depuis 2010)

### Membres live
- Alexander Lebowski Bøe - basse, chœurs (depuis 2013)
- Baard Kolstad - batterie (depuis 2013)

### Anciens membres
- Anders Haave - batterie (2004-2005)
- Magnus Olav Tveiten - guitare (2005-2006)
- Joakim Sehl - basse (2004-2005 ; session)
- Even Fuglestad - guitare (2006-2008)
- Ole Vistnes - basse (2005-2006)
- Petter Hallaråker - guitare (2013 ; live)